# Шаронов, Роман Сергеевич
Рома́н Серге́евич Шаро́нов (род. 8 сентября 1976[…], Москва) — российский футболист, защитник, тренер. Участник чемпионатов Европы 2004 и 2012.

## Клубная карьера
Воспитанник футбольной школы «Локомотив» Москва. Не пробившись в основной состав московского клуба, Шаронов в 1997 году уехал играть в китайский клуб второй лиги «Фуабей», а спустя полгода перешёл в клуб второго российского дивизиона «Металлург» Красноярск. В 1999 году «Металлург» стал выступать в первом дивизионе. Отыграв в красноярском клубе ещё полгода, Шаронов перешёл в казанский «Рубин», также выступавший в первом дивизионе. В 2002 году «Рубин» стал победителем первого дивизиона и завоевал путёвку в премьер-лигу.
В премьер-лиге Шаронов дебютировал 16 марта 2003 года. Первый гол в чемпионатах России забил 11 июля 2003 года в гостевом матче против «Локомотива» (1:1). По итогам сезона-2003 «Рубин» занял третье место.
После окончания контракта в конце 2004 года Шаронову не удалось продлить отношения с казанским клубом, в котором он провёл 6 лет, и в январе 2005 он перешёл в клуб-дебютант премьер-лиги «Терек». Завершив чемпионат на последнем месте, «Терек» вернулся в первый дивизион. Несмотря на желание покинуть команду, Шаронову пришлось остаться, выполняя двухлетний контракт, в 2006 году он сыграл за грозненский клуб в половине матчей первого дивизиона (21 игра, 0 голов).
В январе 2007 года Шаронов подписал двухлетний контракт с ярославским «Шинником», основным кандидатом из клубов первого дивизиона на выход в премьер-лигу. «Шинник» в итоге стал победителем турнира. В начале 2008 года Шаронов покинул «Шинник», несмотря на действующий контракт по причине невыполнения некоторых условий соглашения со стороны «Шинника». 13 февраля 2008 года казанский «Рубин» подписал с 32-летним защитником контракт на два года. В первом матче против московского «Локомотива» Шаронов забил единственный гол в сезоне. В декабре 2009 года продлил контракт с «Рубином» до 2012 года.
В декабре 2009 года перенёс операцию на крестообразных связках колена, ориентировочный период восстановления заявлялся в полгода.
10 апреля 2011 года вышел на поле в стартовом составе «Рубина» в матче против «Спартака» из Нальчика. Матч стал 200-м, сыгранным Шароновым за «Рубин» в чемпионатах страны.
В Премьер-лиге провёл 158 игр, забил 6 мячей.

## Карьера в сборной
4 сентября 2003 года сыграл единственный матч за вторую сборную России. На эту игру он был назначен капитаном команды. На 35-й минуте, при счёте 0:1, забил ответный мяч, однако Россия в итоге уступила Германии 2:3.
31 марта 2004 года дебютировал в составе первой сборной России в матче со сборной Болгарии, став первым игроком «Рубина», сыгравшим за главную команду страны.
На чемпионате Европы в Португалии в первом матче сборной России против Испании вышел в стартовом составе, а за пять минут до конца встречи был удалён, получив вторую жёлтую карточку. Пропустив игру против Португалии, он сыграл 55 минут в последнем матче сборной России на чемпионате с будущим чемпионом сборной Греции, в начале матча он заработал ещё одну жёлтую карточку на турнире и во втором тайме был заменён.
После чемпионата Европы Шаронов сыграл ещё в двух матчах сборной России — последней стала игра против сборной Словакии (1:1) 4 сентября 2004 в рамках отборочного цикла к чемпионату мира 2006. А после матча со сборной Эстонии 17 ноября 2004 года, который Шаронов провёл на скамейке запасных, в национальную команду России продолжительный период не вызывался. 11 мая 2012 года был включён в предварительный список игроков для подготовки к Евро-2012, а позже попал в окончательную заявку сборной. 25 мая в матче против Уругвая, более чем семь лет спустя, вновь вышел на поле в составе сборной. Этот матч стал последним в карьере Шаронова за сборную России.

## Тренерская карьера
После окончания карьеры игрока остался в структуре казанского «Рубина», где помогал Курбану Бердыеву с основной командой. Стажировался в клубе «Уфа» у Сергея Семака. С сентября 2017 года работал старшим тренером молодёжного состава «Рубина». 6 июня 2019 года был назначен исполняющим обязанности главного тренера «Рубина» после отставки Бердыева. Однако из-за отсутствия тренерской лицензии Pro де-юре главным тренером казанцев был назначен Эдуардо Докампо. 16 декабря 2019 по согласию сторон покинул клуб.
В октябре 2020 года вошёл в штаб кипрского клуба «Пафос», о чём сообщила пресс-служба клуба. 3 июля 2021 года покинул клуб по причине завершения контракта с клубом.
Имеет тренерскую лицензию UEFA категории Pro (с 2022 года).
6 июня 2022 года назначен на должность главного тренера «СКА-Хабаровск», контракт заключён на два года. 31 мая 2024 года Шаронов покинул пост главного тренера «СКА-Хабаровска» вместе со своим штабом.

## Статистика выступлений

### Клубная
| Клуб                   | Сезон            | Лига А | Лига А | Лига Б | Лига Б | Лига В | Лига В | Лига Г | Лига Г | Кубки | Кубки | Еврокубки | Еврокубки | Итого | Итого |
| Клуб                   | Сезон            | Игры   | Голы   | Игры   | Голы   | Игры   | Голы   | Игры   | Голы   | Игры  | Голы  | Игры      | Голы      | Игры  | Голы  |
| ---------------------- | ---------------- | ------ | ------ | ------ | ------ | ------ | ------ | ------ | ------ | ----- | ----- | --------- | --------- | ----- | ----- |
| Локомотив-д            | 1993             | -      | -      | -      | -      | 30     | 1      | -      | -      | 0     | 0     | -         | -         | 30    | 1     |
| Локомотив-д            | 1994             | -      | -      | -      | -      | -      | -      | 38     | 0      | -     | -     | -         | -         | 38    | 0     |
| Локомотив-д            | 1995             | -      | -      | -      | -      | -      | -      | 36     | 0      | -     | -     | -         | -         | 36    | 0     |
| Локомотив-д            | 1996             | -      | -      | -      | -      | -      | -      | 14     | 0      | -     | -     | -         | -         | 14    | 0     |
| Локомотив-д            | Итого            | -      | -      | -      | -      | 30     | 1      | 88     | 0      | 0     | 0     | -         | -         | 118   | 1     |
| Металлург (Красноярск) | 1997             | -      | -      | -      | -      | 31     | 1      | -      | -      | 1     | 0     | -         | -         | 32    | 1     |
| Металлург (Красноярск) | 1998             | -      | -      | -      | -      | 30     | 4      | -      | -      | 2     | 0     | -         | -         | 32    | 2     |
| Металлург (Красноярск) | 1999             | -      | -      | 14     | 0      | -      | -      | -      | -      | 1     | 0     | -         | -         | 15    | 0     |
| Металлург (Красноярск) | Итого            | -      | -      | 14     | 0      | 61     | 5      | -      | -      | 4     | 0     | -         | -         | 79    | 5     |
| Рубин                  | 1999             | -      | -      | 32     | 0      | -      | -      | -      | -      | 0     | 0     | -         | -         | 32    | 0     |
| Рубин                  | 2000             | -      | -      | 23     | 3      | -      | -      | -      | -      | 0     | 0     | -         | -         | 23    | 3     |
| Рубин                  | 2001             | -      | -      | 31     | 0      | -      | -      | -      | -      | 0     | 0     | -         | -         | 31    | 0     |
| Рубин                  | 2002             | -      | -      | 30     | 1      | -      | -      | -      | -      | 1     | 0     | -         | -         | 31    | 1     |
| Рубин                  | 2003             | 18     | 1      | -      | -      | -      | -      | -      | -      | 1     | 0     | -         | -         | 19    | 1     |
| Рубин                  | 2004             | 23     | 0      | -      | -      | -      | -      | -      | -      | 3     | 0     | 2         | 0         | 28    | 0     |
| Рубин                  | Итого            | 41     | 1      | 116    | 4      | -      | -      | -      | -      | 5     | 0     | 2         | 0         | 164   | 5     |
| Терек                  | 2005             | 21     | 0      | -      | -      | -      | -      | -      | -      | 3     | 0     | 0         | 0         | 24    | 0     |
| Терек                  | 2006             | -      | -      | 37     | 1      | -      | -      | -      | -      | 4     | 0     | -         | -         | 41    | 1     |
| Терек                  | Итого            | 21     | 0      | 37     | 1      | -      | -      | -      | -      | 7     | 0     | -         | -         | 65    | 1     |
| Шинник                 | 2007             | -      | -      | 34     | 0      | -      | -      | -      | -      | 0     | 0     | -         | -         | 34    | 0     |
| Шинник                 | Итого            | -      | -      | 34     | 0      | -      | -      | -      | -      | 0     | 0     | -         | -         | 34    | 0     |
| Рубин                  | 2008             | 26     | 1      | -      | -      | -      | -      | -      | -      | 0     | 0     | -         | -         | 26    | 1     |
| Рубин                  | 2009             | 25     | 2      | -      | -      | -      | -      | -      | -      | 4     | 0     | 5         | 0         | 34    | 2     |
| Рубин                  | 2010             | 2      | 0      | -      | -      | -      | -      | -      | -      | 0     | 0     | 0         | 0         | 2     | 0     |
| Рубин                  | 2011/12          | 32     | 1      | -      | -      | -      | -      | -      | -      | 1     | 0     | 11        | 0         | 39    | 1     |
| Рубин                  | 2012/13          | 15     | 1      | -      | -      | -      | -      | -      | -      | 2     | 0     | 10        | 0         | 15    | 1     |
| Рубин                  | Итого            | 100    | 5      | -      | -      | -      | -      | -      | -      | 7     | 0     | 26        | 0         | 116   | 5     |
| Всего за карьеру       | Всего за карьеру | 162    | 6      | 201    | 5      | 91     | 6      | 88     | 0      | 23    | 0     | 28        | 0         | 576   | 17    |

### Матчи за сборную
| № | Дата            | Соперник | Счёт | Турнир                  |
| - | --------------- | -------- | ---- | ----------------------- |
| 1 | 21 марта 2004   | Болгария | 2:2  | Товарищеский матч       |
| 2 | 28 апреля 2004  | Норвегия | 2:3  | Товарищеский матч       |
| 3 | 25 мая 2004     | Австрия  | 0:0  | Товарищеский матч       |
| 4 | 12 июня 2004    | Испания  | 0:1  | Финальные игры ЧЕ-2004  |
| 5 | 20 июня 2004    | Греция   | 2:1  | Финальные игры ЧЕ-2004  |
| 6 | 18 августа 2004 | Литва    | 4:3  | Товарищеский матч       |
| 7 | 4 сентября 2004 | Словакия | 1:1  | Отборочные игры ЧМ-2006 |
| 8 | 25 мая 2012     | Уругвай  | 1:1  | Товарищеский матч       |

## Достижения

### Командные
«Рубин»
- Чемпион России: 2008, 2009
- Бронзовый призёр чемпионата России: 2003, 2010
- Обладатель Кубка России: 2012
- Обладатель Суперкубка России: 2010, 2012
- Победитель Первого дивизиона России: 2002

«Шинник»
- Победитель Первого дивизиона России: 2007

«Металлург» Красноярск
- Победитель Второго дивизиона России: 1998 (зона «Восток»)

### Личные
- В списках 33 лучших футболистов чемпионата России (2): № 3 (2003), № 1 (2009)
- Первый футболист, вместе с Алексеем Поповым, последовательно (всего восемь) выигрывший три лиги России: ПФЛ, ФНЛ и РПЛ[20][неавторитетный источник][21]

## Личная жизнь
За Шароновым закрепился образ рокера с соответствующими атрибутами (длинные волосы, тату, неформальный стиль одежды) из-за его привязанности к тяжёлой музыке. Поклонник таких групп как Metallica, Pink Floyd, Led Zeppelin, Nirvana, Rammstein и Black Sabbath. На музыкальные предпочтения оказало влияние то, что в детстве отец Романа Сергей (был наладчиком станков на ткацкой фабрике в Мытищах, мать там же работала бухгалтером) дома часто включал классику рока, которую удавалось доставать. Образ во многом сформировала супруга Надежда (девичья фамилия — Штейн) — по образованию художник-модельер, была ведущей на казанском телеканале «Эфир» в программе для женской аудитории Fam TV, позже она стала стилистом и занималась шопинг-сопровождением политиков и элиты. Дети — Маруся, Лев, Василиса, от первого брака — Анастасия (у Штейн это тоже второй брак, от первого — сын Фёдор). Маруся также приобщилась к увлечению музыкой и овладела игрой на электрогитаре, училась в казанской школе рока The Road.